# Alexander Ewing
Pour les articles homonymes, voir Ewing.
Alexander Ewing, né le 3 janvier 1830 à Aberdeen et mort le 11 juillet 1895 à Taunton, est un officier, ténor et compositeur britannique.

## Biographie
Ewing étudie la musique et l'allemand à l'Université de Heidelberg puis le droit à Aberdeen.
Lieutenant-colonel lors de la Guerre de Crimée (1855), il prend part en 1869 à une campagne en Chine.
Comme compositeur, on lui doit des musiques d'églises telle Jerusalem the Golden en 1853.

## Hommage
Jules Verne voyage avec lui à bord du Great Eastern en 1867 et en fait un personnage de son roman Une ville flottante où il apparaît au chapitre XVI. Il participe alors à un concert qui a vraisemblablement bien eu lieu.